# ウィズイン・ユー・ウィズアウト・ユー
「ウィズイン・ユー・ウィズアウト・ユー」（Within You Without You）は、ビートルズの楽曲である。1967年発表のアルバム『サージェント・ペパーズ・ロンリー・ハーツ・クラブ・バンド』のB面1曲目に収録された。作詞作曲は、ジョージ・ハリスンで、前作『リボルバー』に収録の「ラヴ・ユー・トゥ」に次ぐ、インド音楽を取り入れた楽曲。歌詞はヒンドゥー教の思想がモチーフとなっており、ハリスンは「東方に目を向けることで、悟りを得ようとする気持ちを表現した」と語っている。
2006年に発売された『LOVE』には、「トゥモロー・ネバー・ノウズ」とマッシュアップさせた本作は他のアーティストによってカバー・バージョンが発表されている。

## 背景
1967年初頭にハリスンは、ハムステッドにあるクラウス・フォアマンの自宅で、夕食を摂りながら精神性に関する議論をしたのち、「ウィズイン・ユー・ウィズアウト・ユー」を書き始めた。ハリスンは自叙伝『I Me Mine』で、「ハーモニウムを演奏しているうちに、曲のアイデアが浮かんでいる」と延べ、「メロディが最初に浮かんできて、次に最初のフレーズ"We were talking…"（ぼくらは話していた）が浮かんできた」としている。
本作は、「ラヴ・ユー・トゥ」に次ぐインド音楽を取り入れた楽曲で、タンブーラ、インド式ハーモニウムといったインド楽器が使用されている。「ラヴ・ユー・トゥ」が収録されたアルバム『リボルバー』が発売された翌月の1966年9月に当時の妻パティ・ボイドと共にインドを訪れ、古代のヒンドゥー教の教えに魅了された。10月よりラヴィ・シャンカルに師事してシタールについて学んだ。当時についてハリスンは、「僕は継続的にインド音楽のレッスンを受けていた。そのメロディはサルガムというもので、それが多くのラーガの基礎になる。だからこそ僕は当時、普通とは異なるスケールの曲を書きたいという気持ちを抑えられなくなったんだ」と語っている。楽曲についてジョージは「オール・インディア・ラジオのためにラヴィがレコーディングした楽曲をモチーフにして書いた。元の曲はとても長くて、おそらく30分〜40分くらいはあった。いくつかのパートが分かれていて、それぞれが独自の信仰になっていた。僕が作ったのはそのダイジェスト版で、彼の楽曲の中から見つけたサウンドと似たものを盛り込んだ。それを3つのパートに分けて録音して、あとから編集で繋ぎ合わせた」と語っている。
なお、ハリスンは当初、アルバム『サージェント・ペパーズ・ロンリー・ハーツ・クラブ・バンド』のために「オンリー・ア・ノーザン・ソング」を書き、1967年2月にレコーディングも行われたが、プロデューサーのジョージ・マーティンによって却下された。

## レコーディング
「ウィズイン・ユー・ウィズアウト・ユー」のレコーディングは、1967年3月15日の夜にEMIレコーディング・スタジオのスタジオ2で開始された。レコーディングは、ロンドン交響楽団のメンバーとエイジアン・ミュージック・サークルのミュージシャン とともに行われ、ハリスン以外のメンバーは参加しなかった。レコ―ディング中のスタジオではお香が焚かれ、壁にインドのタペストリーが飾られ、参加したミュージシャンたちはラグの上に座って演奏した。
3月15日のセッションでは、タブラ、スワラマンダラ、タンブーラ、ディルルバという編成でベーシック・トラックが録音された。1週間後の22日にディルルバのパートを2つ加えたのちに、モノラル・ミックスが作成され、アセテート盤にカットされた。これは、ジョージ・マーティンが持ち帰ってスコアに起こすためである。
4月3日の夜のセッションでは、ロンドン交響楽団よりヴァイオリニスト8名とチェリスト3名を招いてレコーディングが行われた。のちにジョージ・マーティンは「全員が一線級の演奏者である必要があった。音が突然伸び縮みしたり、ひどくか細くなったりするディルルバについていくのは、実のところすごく難しいことだったから」と語っている。その後、完成したインストゥルメンタルに対して、ハリスンのリード・ボーカルとシタール、アコースティック・ギターをオーバー・ダビングした。なお、バッキング・トラックは、スピードを上げて再生されていることから、テンポが速まっているほか、キーがCからC#に変わっており、演奏時間も6分25秒から5分5秒に短縮された。
本作は、EMIレコーディング・スタジオのライブラリより「エスタブリッシュメント・クラブ・ロンドン、笑い声、喝采」というテープに録音されていた笑い声で終わる。このエンディングはあらかじめ決められたもので、「自分達のことを深刻に考えすぎている」という批判を見越して加えられたもの。ハリスンは「5分もの哀しい音楽が解放されるのさ。どちらにしてもこれはサージェント・ペパーのショーを聴いているというコンセプトなわけだから、観客の声がしても何ら不思議ではなかった。それがこのアルバムのスタイル」と語っている。

## リリース
本作は1967年6月1日に発売されたビートルズの8作目のオリジナル・アルバム『サージェント・ペパーズ・ロンリー・ハーツ・クラブ・バンド』のB面1曲目に収録された。ハリスンは同アルバムを酷評していたものの、アルバムのアートワークにはハリスンの嗜好が取り入れられており、パラマハンサ・ヨガナンダ、マハー・アヴァター・ババジ、ラヒリ・マハサヤ、ユクテスワ・ギリの4名のインドのヨギやヒンドゥー教のラクシュミーの人形が登場している。なお、アルバムの裏ジャケットには歌詞が記載されており、「ウィズイン・ユー・ウィズアウト・ユー」の歌詞はポール・マッカートニーに被るようにして掲載されている。この関係から活動後期より流布したポール死亡説の手がかりの一つとされた 。
1971年にメキシコで発売されたEPのタイトル曲として収録され、1978年に西ドイツやヨーロッパ諸国で発売されたシングル『サージェント・ペパーズ・ロンリー・ハーツ・クラブ・バンド / ウィズ・ア・リトル・ヘルプ・フロム・マイ・フレンズ』のB面にも収録された。
1996年に発売された『ザ・ビートルズ・アンソロジー2』には、本作のインストゥルメンタル・バージョンが収録された。なお、この音源は前述のオーバー・ダビング前の段階であるため、キーがオリジナルのCとなっている。
2006年にシルク・ドゥ・ソレイユのショーのサウンドトラック・アルバムとして発売された『LOVE』には、「トゥモロー・ネバー・ノウズ」のドラムとベースの上に本作のボーカルを乗せたリミックス・バージョンが収録された。2009年に発売されたゲームソフト『The Beatles: Rock Band』（日本未発売）にも収録されたほか、2015年に発売された映像作品『1+』にはミュージック・ビデオが収録された。
2017年に発売された『サージェント・ペパーズ・ロンリー・ハーツ・クラブ・バンド -50周年記念エディション-』の及び6枚組スーパーデラックスのCD3にテイク1、6枚組スーパーデラックスのCD3にハリスンがミュージシャンたちにメロディやリズムを、インドの古典音楽で使用される音階名で歌いながら教えているときの音源が収録された。

## 評価
本作について賛否両論があり、『ビートルズ・マンスリー』誌の「『サージェント・ペパー』は平均的なポップ・ファンには進みすぎた作品か？」という記事内で、読者の見解として「ジョージがこれまで作った楽曲の中で最高に美しい楽曲」「いかれた雑音が続くだけで、メロディらしいメロディがない」「この曲のおかげで美しい夢が見られる」「あまりにも酷くてゾッとする。まったく歌詞が聞こえない」などのコメントが掲載された。
一方、作曲家のフィリップ・グラスは、1967年に本作を引き合いに『サージェント・ペパーズ・ロンリー・ハーツ・クラブ・バンド』について、1967年の最も待ち望まれていたポップ・アルバムに、インドの影響がある曲が収録されたことの意義を認めている。また、ビートルズのメンバーも高く評価しており、ジョン・レノンは「ジョージの最高傑作のひとつ」として挙げたうえで、「自分の思いや音楽をはっきりと打ち出している。あいつには生まれながらの才能がある。そうでなければあんなサウンドは出せない」と賞賛し、リンゴ・スターもお気に入りの楽曲として挙げている。
なお、クロスビー、スティルス、ナッシュ&ヤングのスティーヴン・スティルスは、この曲の歌詞に特に感銘を受け、自宅の庭にこの歌詞を彫った碑を作った。

## クレジット
※出典
- ジョージ・ハリスン - リード・ボーカル、シタール、タンブーラ（英語版）、アコースティック・ギター
- 外部ミュージシャン(無記名) - スワラマンダラ（英語版）、ディルルバ、タブラ
- エリック・グルーンバーグ、アラン・ラヴデイ、ジュリアン・ゲイラード、ポール・スケルマン、ラルフ・エルマン、デイヴィッド・ウルフスタル、ジャック・ローズスタイン、ジャック・グリー - ヴァイオリン
- リチャード・キルベイ、アレン・フォード、ピーター・ビーヴァン - チェロ

## カバー・バージョン
- ソニック・ユース - 1988年のトリビュート・アルバム『Sgt. Pepper Knew My Father』に収録。
- オアシス - 2007年に『サージェント・ペパーズ・ロンリー・ハーツ・クラブ・バンド』の発売40周年を記念したBBCラジオ2の特別番組で披露[37]。
- パティ・スミス - 2007年のアルバム『Twelve』に収録。
- チープ・トリック - 2009年のライブ・アルバム『Sgt. Pepper Live』に収録[38]。
- ザ・フレーミング・リップス - 2014年のアルバム『With a Little Help from My Fwends』に収録[39]。